# La leyenda del Llanero Solitario
La leyenda del Llanero Solitario (1981) —en inglés: «The legend of the Lone Ranger»— es una película británico-estadounidense del género western dirigida por William A. Fraker y protagonizada por Klinton Spilsbury, Michael Horse y Christopher Lloyd.
Está basada en la historia del Llanero Solitario, un personaje western creado por George W. Trendle y Fran Striker. Sus productores indignaron a los fanes por no permitir que el actor Clayton Moore usara la máscara del personaje al hacer apariciones públicas y crearon un escándalo mayor cuando la voz del protagonista Klinton Spilsbury fue doblada por otro actor. La película fue un enorme fracaso de taquilla.

## Sinopsis
El forajido Butch Cavendish  le tendió una emboscada a un grupo de Vigilantes de Texas, matando a todos excepto a John Reid que es rescatado por su viejo amigo comanche de la infancia. Cuando se recupera de sus heridas, dedica su vida a la lucha contra el crimen representado por Cavendish. Con este fin, John se convierte en el gran héroe enmascarado del oeste, el Llanero Solitario. Con la ayuda de Toro va al rescate del Presidente Grant (Jason Robards) cuando Cavendish lo toma como rehén.

## Reparto
- Klinton Spilsbury como el Llanero Solitario.
- Michael Horse como Toro.[1]
- Christopher Lloyd como Butch Cavendish.[2]
- Jason Robards como Ulysses S. Grant
- John Bennett Perry como Dan Reid, capitán de los vigilantes.
- John Hart como Lucas Striker.
- Richard Farnsworth como Wild Bill Hickok.
- Lincoln Tate como George A. Custer
- Ted Flicker como Buffalo Bill Cody.

## Producción
Se han hecho muchos intentos de crear una película del Llanero Solitario que pueda interesar a un público moderno, incluso haciendo a Toro un socio igualitario y mentor del Llanero Solitario. En la película Toro le enseña al héroe a disparar y es también (principalmente) responsable de la formación de Silver. (Además, Toro dice oraciones enteras, mientras que en las series de TV y radio tenía un vocabulario limitado.) Además, en otro cambio al canon establecido, Reid (al principio) no es realmente un Vigilante de Texas sino un observador civil (y hermano del capitán de los vigilantes) que sobrevive a la masacre de Cavendish.
Esta película fue rodada en Nuevo México, Utah y California. Dos de los cuatro guionistas de la película, Ivan Goff y Ben Roberts, crean previamente la exitosa serie de televisión Los ángeles de Charlie; también trabajaron juntos en otra serie que tuvo éxito, Mannix.
La narración en balada de la película, The man in the mask (El hombre de la máscara), fue compuesta por Dean Pitchford, famoso por Footloose y Sing.
La voz de Klinton Spilsbury fue redoblada para toda la película por el actor James Keach.

## Demanda contra Clayton Moore
En 1978, Jack Wrather y Bonita Granville obtuvieron los derechos legales para el personaje del Llanero Solitario y estaban planeando una película con un actor más joven. En 1979, Wrather obtuvo una orden judicial para detener a Clayton Moore de aparecer representando al personaje en las ferias del condado, lo que disgustó a los admiradores. Wrather tenía previsto realizar una nueva versión de la película y no quería que el valor del personaje fuera socavado por las apariciones de Moore. Asimismo, Wrather no quería fomentar la creencia de que el Moore de 65 años de edad iba a interpretar el papel en la nueva película. Este movimiento resultó ser un desastre de relaciones públicas. Moore respondió cambiando ligeramente su traje y remplazando la máscara con unas gafas de sol similares para contrademandar a Wrather. Finalmente ganó el juicio y pudo reanudar sus apariciones con el traje, que continuó usando hasta poco antes de su muerte en 1999.

### Alusiones
Estos eventos fueron satirizados más tarde en el episodio «Who Was That Mashed Man (¿Quién era ese hombre aplastado?)» de la telecomedia Night Court, donde parodian el caso en la sala de audiencias que incluye: un anciano que jugaba a ser el 'Vigilante Rojo', un famoso vaquero de antaño que era popular entre los niños; y los productores de una película que es un remake modernizado del personaje... convirtiéndolo en un héroe de acción moderno, grosero y mujeriego. Ambas partes se enfrentaron sobre el anciano que aparecía en público como su antiguo personaje.
En la efímera serie Once a hero (Había una vez un héroe), Adam West apareció en el cuarto episodio «Things get ugly (Las cosas se ponen feas)» representando a un actor incapaz de escapar de los estereotipos de haber interpretado a un héroe de historieta en la televisión (Capitán Justicia) y que se gana la vida haciendo apariciones públicas como ese personaje. En este episodio está saliendo una nueva versión del personaje en una película, y el estudio presenta una demanda contra el personaje de Adam West para impedirle hacer cualquier otra aparición, haciéndose eco exactamente de la situación de Moore.
Por otra parte, el humorista Russell Baker satirizó la acción legal de los productores contra Clayton Moore en su columna del periódico. La pieza, titulada «Bye Bye Silver Bullets (Adiós, balas de plata)», hablaba del Llanero Solitario en una fiscalía donde estaba obligado a entregar a Silver, su máscara y sus balas de plata.

## Recepción
La película fue lanzada a la publicidad masiva en 1981 y lo hizo mal. Los recibos de taquilla fueron muy bajos de la cantidad necesaria para recuperar los costos de la película y las críticas fueron casi unánimemente negativas. A pesar de la presencia de buenos actores en los papeles secundarios, incluyendo a Christopher Lloyd como el villano, antiguo comandante degradado del ejército de la Unión, Bartholomew «Butch» Cavendish; y Jason Robards como el presidente Ulysses S. Grant, la película dejó de exhibirse rápidamente en los teatros. El actor que apareció como el vigilante, Klinton Spilsbury, no había aparecido en otras películas hasta el 2011, mientras que el actor que interpretó a Tonto, Michael Horse, había hecho algo mejor, apareciendo en varias películas menores y como actor regular en la serie de televisión canadiense North of 60, así como en la serie estadounidense Twin Peaks.

## Nueva versión
En 2013, el director italiano Gore Verbinski realizó una nueva versión de esta película, titulada El Llanero Solitario y producida por Walt Disney Pictures. Este film fue mejor recibido que el antiguo y logró recaudar 260 millones de dólares a nivel mundial.

## Premios y nominaciones
- Premios Golden Raspberry

Ganó: Peor actor — Klinton Spilsbury
Ganó: Peor debutante — Klinton Spilsbury
Ganó: Peor banda sonora
Nominada: Peor película
Nominada: Peor canción «original» — The man in the mask (El hombre de la máscara)

## Mercadotecnia
Una novelización de la película fue lanzada en 1981, escrita por Gary McCarthy y publicada por Ballantine Books (ISBN 0-345-29438-6).
Una línea de figuras de acción creada por la compañía de juguetes Gabriel en 1982 que incluía a Buffalo Bill Cody, Butch Cavendish, George Custer, el Llanero Solitario y Tonto. También lanzados por Gabriel fueron los caballos Silver (el caballo del Llanero Solitario), Scout (el caballo de Tonto) y Smoke (el caballo de Butch).